# Міст Дирміта Ґулія
Міст Дирміта Ґулія (груз. დიმიტრი გულიას ხიდი) — автомобільний міст через Куру в Тбілісі, Грузія. З'єднує Крцаниський район і район Ісані.

## Розташування
Розташований в створі вулиці Дирміта Ґулія, поєднуючи її з площею Додашвілі. Вище за течією знаходиться міст 300 арагвинців. Поруч із мостом знаходиться автовокзал Ортачала.

## Назва
Спочатку міст називався мостом Акведуком, через розташування каналізаційного колектора всередині прогонової будови. Сучасну назву міст і розташована поруч вулиця отримала назву на честь абхазького письменника Д. Ґулія.

## Історія
Міст побудований в 1959—1961 роках за проєктом інженерів Г. Чубабрія та К. Дідідзе.

## Конструкція
Міст трипролітний балковий. Прольоти перекриті нерозрізними залізобетонними балками з паралельними поясами. Проміжні опори монолітні залізобетонні. Під плитою проїжджої частини розміщений каналізаційний колектор.
Міст призначений для руху автотранспорту та пішоходів. Проїжджа частина включає в себе 4 смуги для руху автотранспорту. Покриття проїжджої частини та тротуарів — асфальтобетон. Перильне огородження зварене металеве, закінчується на підвалинах парапетом.